# Моша Пијаде
Моша Пијаде — Чича Јанко (хебр. משה פיאדה; Београд, 4. јануар 1890 — Париз, 15. март 1957) био је учесник Народноослободилачке борбе, револуционар, сликар, новинар и ликовни критичар, друштвено-политички радник ФНРЈ и НР Србије, генерал-мајор ЈНА у резерви, јунак социјалистичког рада и народни херој Југославије. Учествовао у стварању одлука Другог заседања АВНОЈ-а и првог Устава ФНРЈ.

## Биографија
Рођен је у познатој породици сефардских Јевреја  — Пијаде, који се насељавају у Србију са подручја Бугарске. Његов отац Самуило Пијаде био је богати трговац. У знак захвалности кнезу Михаилу за дато право слободне трговине, његов отац је држао кнежеву слику у природној величини на предњем зиду трговине.
После завршене основне школе и ниже гимназије, 1905. године, похађао је Занатско-уметничку школу у Београду, а од 1906. до 1910. је студирао сликарство у Минхену и Паризу. Поред овога, бавио се активно и новинарством. Своје новинарске кораке започео је 1910. године у листу „Пијемонт“. Од 1911. до 1912. године био је секретар Удружења новинарских сарадника, а од 1913. до 1915. наставник цртања у Охриду.

### Политички рад и робија
У чланство Комунистичке партије Југославије (КПЈ) примљен је 1. јануара 1920. године, и одмах затим изабран за секретара партијске организације „Дунав“. Био је учесник Другог конгреса КПЈ, одржаног у Вуковару јуна 1920. године. Августа 1920. изабран је, на листи КПЈ, за одборника града Београда. Када је, 1921. године, Законом о заштити државе забрањен рад КПЈ и ухапшен Извршни одбор КПЈ, Моша Пијаде, такође хапшен, у августу и октобру, постао је члан илегалног Извршног одбора КПЈ и веома активно радио на стварању Независних радничких синдиката.
Године 1922, представљао је КПЈ на Другој конференцији Балканске комунистичке федерације у Софији. У време када је КПЈ из илегалности тражила легалне форме политичког рада, Моша је крајем 1922. године радио на припрема за оснивање Независне радничке партије Југославије (НРПЈ). Забраном Независне радничке партије, престале су могућности легалног политичког рада КПЈ, па је Партија морала прећи у још већу илегалност. Партија је Моши дала задатак да организује илегалну штампарију ЦК КПЈ у Београду. Ту су штампани леци и лист „Комунист“. Фебруара 1925. године илегална штампарија је откривена, а Моша Пијаде ухапшен. Суд га је осудио на двадесет година робије, која му је, нешто касније, смањена на 12 година. Казну затвора је издржао у Сремској Митровици и Лепоглави, где је међу затвореницима развио разноврсну политичку активност, због чега је, 1934. године, осуђен на још две године, па је тако издржао укупно 14 година робије. Адвокати који су га бранили били су Светолик Гребенац и Чеда Плећевић.
И поред тешких затворских услова, Моша је наставио револуционарну активност. Његовим изузетним залагањем, тамнице су претворене у школе комуниста. Био је организатор многих акција политичких осуђеника против затворског режима: демонстрација, штрајкова глађу и др. Од великог је значаја превод Марксовог „Капитала“, који је на робији, заједно са Родољубом Чолаковићем, превео Моша Пијаде. Поред тога, превео је „Комунистички манифест“, „Беду филозофије“ и „Критику политичке економије“. У затвору у Лепоглави Моша је, 1930. године, упознао Јосипа Броза Тита.
У априлу 1939. године, Моша је, после 14 година, изашао с робије. Одмах је наставио партијски рад у Београду. Јануара 1940. године Моша је поново ухапшен и упућен у концентрациони логор у Билећу, у коме је остао до априла 1940. године. На Петој земаљској конференцији КПЈ, октобра 1940. изабран је за члана ЦК КПЈ. Фебруара 1941. године Моша је поново ухапшен, али је пуштен два дана пре напада Трећег рајха на Југославију.

### Народноослободилачка борба
После Априлског рата и окупације Краљевине Југославије, Моша је од стране ЦК КПЈ упућен у Црну Гору, да изврши припреме за устанак. По избијању Тринаестојулског устанка, учествовао је у организацији устанка, а од децембра 1941. године, прешао је у Врховни штаб НОПОЈ-а, у коме се као начелник Економског одељења и Одељења за позадинске власти највише бавио организовањем народне власти и позадине.
У развоју и учвршћивању Народноослободилачких одбора (НОО), велику улогу су одиграли „Фочански прописи“ које је, фебруара 1942. године, издао Врховни штаб, а припремио Моша Пијаде. Извесно време је посветио стварању Антифашистичког већа народног ослобођења Југославије (АВНОЈ), а на његовом Другом заседању у Јајцу, најактивније је учествовао у изради свих одлука које су биле темељ нове социјалистичке Југославије. Био је један од оснивача и сарадник Телеграфске агенције нове Југославије (Танјуг), 5. новембра 1943. године.

### Послератна каријера
После ослобођења Југославије, Моша Пијаде је стално биран за народног посланика Савезне народне скупштине. Био је и посланик Народне скупштине НР Србије, првог и другог сазива. До јануара 1953. године био је у Савезној народној скупштини председник Уставотворног, а затим Законодавног одбора. Од јануара 1953. до јануара 1954. био је потпредседник Савезног извршног већа (СИБ), а од 1954. до 1957. године председник Савезне народне скупштине.
Један је од аутора првог Устава ФНРЈ из 1946. године, Уставног закона и других закона који су представљали правне темеље ФНРЈ и њених установа. Учествовао је и на Мировној конференцији у Паризу. На Петом и Шестом конгресу КПЈ, биран је у Политбиро Централног комитета КПЈ. Био је члан Председништва Социјалистичког савеза радног народа Југославије (ССРНЈ), Централног одбора Савеза бораца, редовни члан Српске академије наука и уметности (САНУ), члан Удружења новинара Србије (УНС) и Удружења ликовних уметника Србије (УЛУС). Имао је чин резервног генерал-мајора ЈНА.
Преминуо је у Паризу, 15. марта 1957. године, приликом повратка из Лондона, где је предводио југословенску парламентарну делегацију. Сахрањен је у Београду, у Гробници народних хероја на Калемегдану, где су сахрањени и Ђуро Ђаковић, Иво Лола Рибар и Иван Милутиновић.

## Уметничка биографија

### Сликарство
После завршене основне школе напушта Нижу гимназију 1905. године, од када кратко време похађа Уметничко-занатску школу у Београду код Марка Мурата, а непосредно после које постаје приватни ђак Пашка Вучетића. Студирао 1906—1907. сликарство у Минхену у приватној школи Хајнриха Книра, а потом и на Академији за ликовну уметност код сликара Ангела Јанка. У Париз одлази 1909, а у Београд се враћа већ 1910. године.
Од 1913. до 1914. је наставник цртања у Гимназији у Охриду.
Први пут је излагао у Сомбору 1911. године, затим 1919. са „Групом уметника“ у Београду. Једину самосталну изложбу организовао је 1952. у свом атељеу у Београду. Комеморативне изложбе приређене су му 1957. и 1958. године Београду, Сарајеву, Пули, Загребу, Љубљани и Сплиту.
Сликарски концепт Моше Пијаде заснован је на природи, облику и светлости. Иако модернистички опредељен, Пијаде је остао доследан реалистичкој форми до краја стваралаштва. Историографија је поделила његово сликарство у три периода: I — тамни 1910—1924, II — робијашки 1925—1939. и III — светли 1939—1957.
Урадио је око 120 слика (од којих је већина изгубљена) и више стотина скица и цртежа. Највредније слике налазе се у Народном музеју и Музеју савремене уметности у Београду.